# Wangford (East Suffolk)
Wangford – wieś w Anglii, w hrabstwie Suffolk, w dystrykcie East Suffolk. Leży 46 km na północny wschód od miasta Ipswich i 153 km na północny wschód od Londynu.